# Ірвінґ Райт
Ірвінґ Райт (англ. Irving Wright; 13 травня 1882 — 23 червня 1953) — колишній американський тенісист.
Перемагав на турнірах Великого шолома в змішаному парному розряді.

## Фінали турнірів Великого шолома

### Парний розряд (1 поразка)
| Результат | Рік  | Турнір        | Покриття | Партнер       | Суперники                         | Рахунок        |
| --------- | ---- | ------------- | -------- | ------------- | --------------------------------- | -------------- |
| Поразка   | 1917 | Чемпіонат США | Трава    | Гаррі Джонсон | Фред Александер Гаролд Трокмортон | 9–11, 4–6, 4–6 |

### Мікст (2 перемоги)
| Результат | Рік  | Турнір        | Покриття | Партнер               | Суперники                     | Рахунок         |
| --------- | ---- | ------------- | -------- | --------------------- | ----------------------------- | --------------- |
| Перемога  | 1917 | Чемпіонат США | Трава    | Молла Маллорі         | Флоренс Баллін Білл Тілден    | 10–12, 6–1, 6–3 |
| Перемога  | 1918 | Чемпіонат США | Трава    | Гейзел Гочкіс-Вайтмен | Молла Маллорі Фред Александер | 6–2, 6–4        |